# Perla Santos-Ocampo
Perla Santos-Ocampo (Dagupan, 25 juli 1931 - 29 juni 2012) was een Filipijns kinderarts en wetenschapper. Ze werd in 2010 tot nationaal wetenschapper van de Filipijnen benoemd.

## Biografie
Perla Santos-Ocampo werd geboren als Perla Dizon op 25 juli 1931 in Dagupan. Haar ouders waren Elpidio Dizon en Generosa Oreta. Ze studeerde geneeskunde aan de University of the Philippines en behaalde haar bachelor-diploma in 1955. Ze voltooide haar opleiding als arts af door coschappen in het Philippine General Hospital. Aansluitend was ze wetenschappelijk medewerker van de Case Western Reserve University in de Amerikaanse stad Cleveland. Later werkte ze jarenlang als kinderarts in de Filipijnen. Samtos-Ocampo deed onderzoek naar onder andere diarree en naar ondervoeding bij kinderen. Haar resultaten waren op deze terreinen waren van groot belang voor het ontwikkelen van beleid voor diarree-gerelateerde ziekten door het Ministerie van Gezondheid. Van 1994 tot 1999 was ze kanselier van de University of the Philippines. In deze functie was ze verantwoordelijk voor het opzetten en ontwikkelen van academische opleidingen voor medici. Ook speelde ze een belangrijke rol bij de oprichting van het National Institute of Health en het National Telehealth Center. 
Santos-Ocampo bekleedde zowel nationaal en internationaal vele belangrijke posities. Zo was ze jarenlang adviseur de World Health Organization (WHO). Van 1980 tot 1982 was ze lid van een panel van adviseurs inzake zorg voor moeder en kind. Daarna zat ze van 1987 tot 1993 in een adviesgroep van de WHO over de controle van diarree-gerelateerde ziekten. Van 1989 tot 1992 was ze president van de International Society of Tropical Pediatrics (ISTP). 
Voor haar onderzoek en bijdrage aan de pediatrie werd Santos-Ocampo in 1994 toegelaten tot de National Academy of Science and Technology. In 2010 werd ze voorgedragen voor de titel van nationaal wetenschapper van de Filipijnen en op 26 juni kreeg ze deze onderscheiding door president Benigno Aquino III uitgereikt.
Perla Santos-Ocampo overleed in 2012 op 80-jarige leeftijd aan de gevolgen van darmkanker. Ze was getrouwd met Carlomagno Santos-Ocampo en had twee kinderen: Carlo en Cynthia.